# 布拉特鋼
布拉特鋼（英語：Bulat steel），俄羅斯在中世紀時鑄造的一種合金鋼，據說成吉思汗的蒙古軍隊使用的刀劍都由這種鋼材製成，並傳入俄羅斯。

## 概論
布拉特（俄語：Була́т）的字根起源於波斯文fulad，意思為鋼。在俄羅斯，這種鑄造技術曾經中斷失傳了約一個世紀，現代鑄造的布拉特鋼，使用了許多現代技術，來重現這種鋼材的特性。
在19世紀初，布拉特鋼的製作技術曾經失傳。後世相傳，在製作過程中，鑄造的兵器要浸入一個大缸，其中包含了一種由红芒柄花淬取出來的特別液體。之後要騎著馬，高舉劍，讓刀劍在風中乾燥而且硬化。
Pavel Petrovich Anosov於1810年進入聖彼得堡礦業學校，對學校中陳列的大馬士革鋼產生興趣。在學校畢業後，持續進行十年研究。根據來自印度的烏茲鋼，一種坩堝鋼鑄造方法，於1838年重新鑄造出布拉特鋼。